# Varar

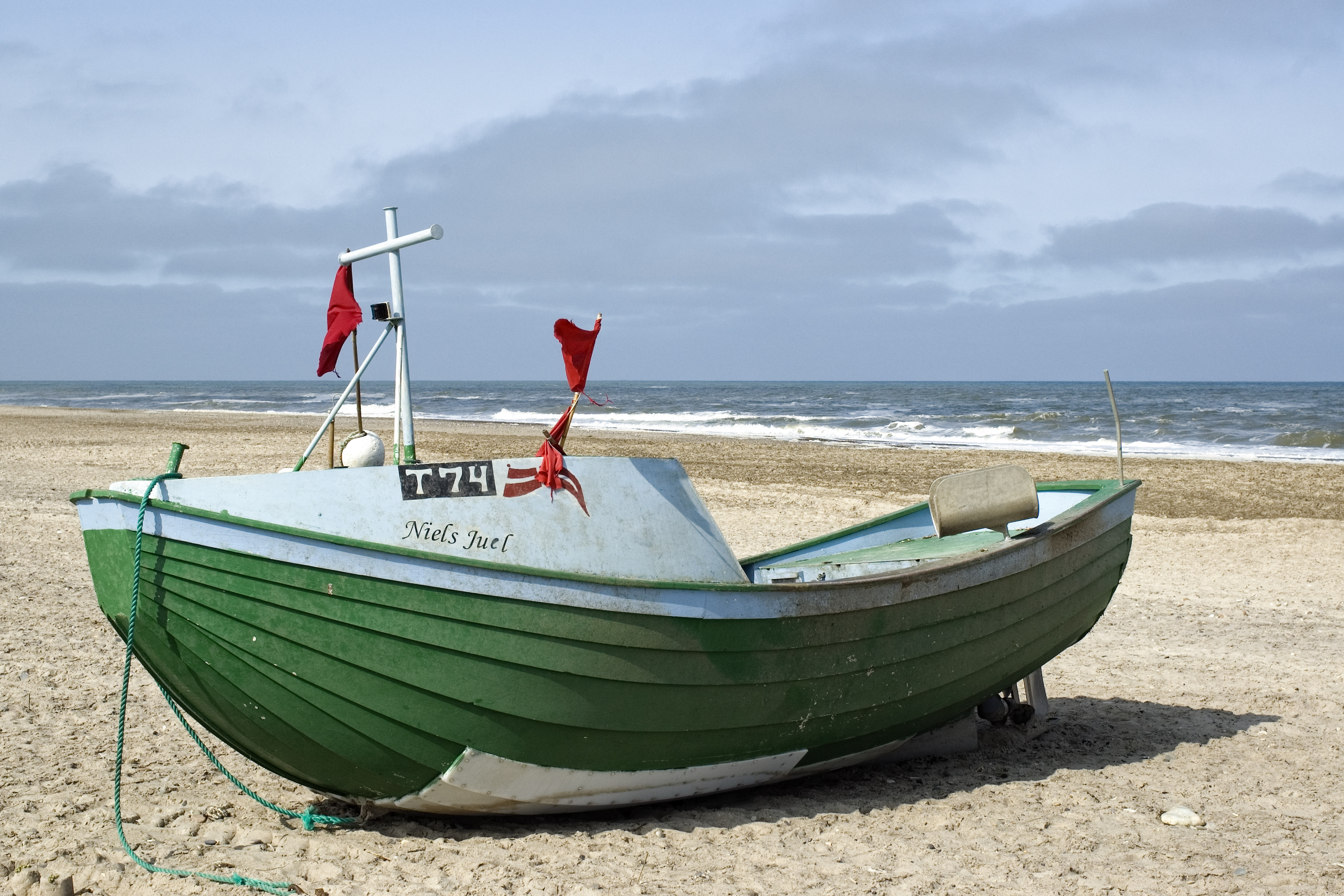
Bote varado en la playa

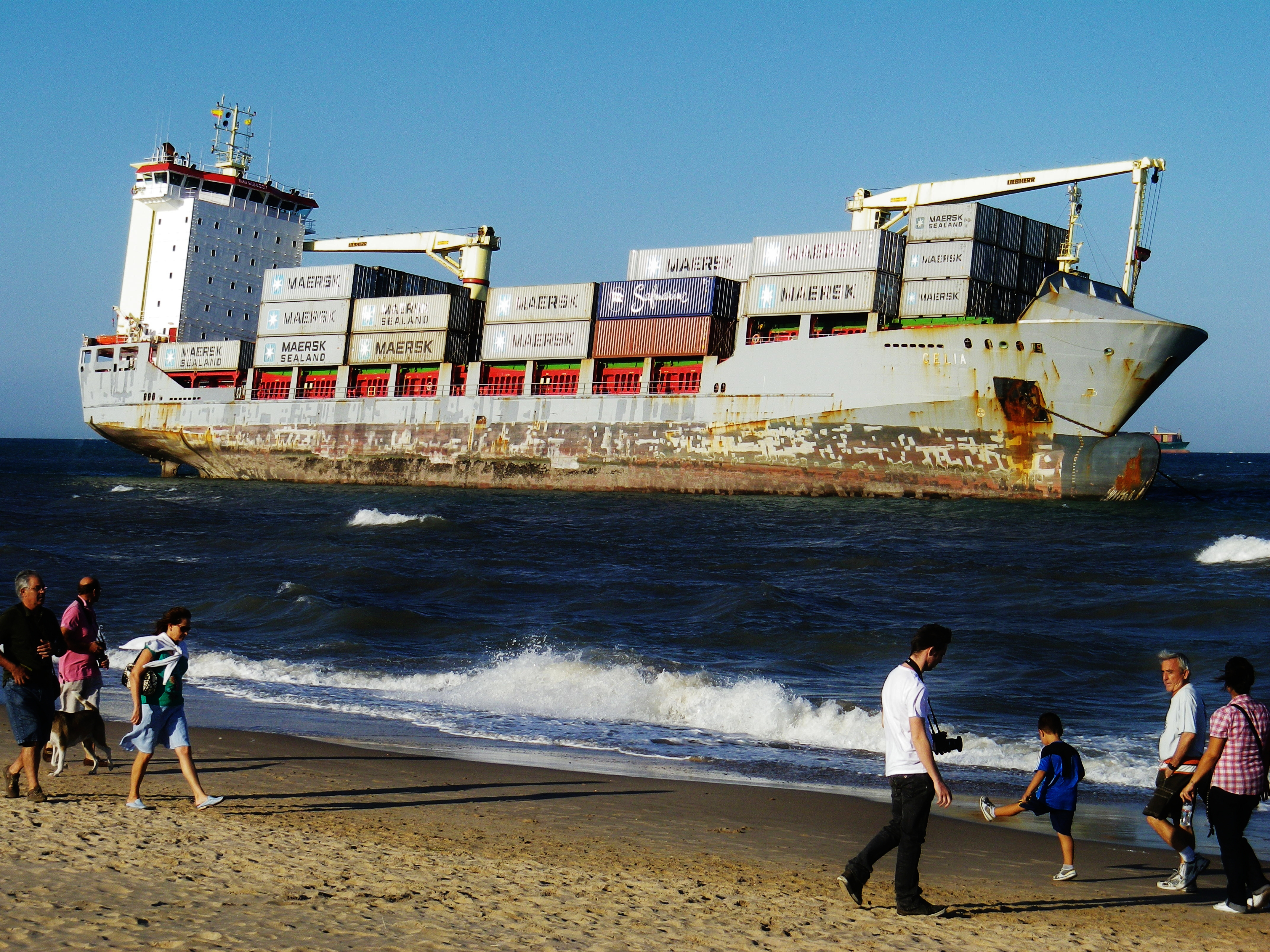
Barco varado junto a la costa

Se llama varar a sacar a la playa y poner en seco las embarcaciones menores de pesca y otras semejantes e incluso hasta las de cierto porte, para resguardarlas de la resaca y de los golpes de mar o con otros fines, como carenarlas, etc. En este sentido se dice también zabordar, abarrancar, poner a monte y antiguamente, barrear, como consta de Real cédula de 14 de agosto de 1535. 
También se varan las piezas de madera que se han traído por agua, sacándolas a la orilla. El marqués de la Victoria toma como equivalente ensecar. 
Referido a un buque, se llama varar a tocar con su quilla el fondo del mar y sentarse o agarrarse en él más o menos, por no haber agua suficiente para flotar. Bajo tal significado tiene relación o equivalencia con embarrancar, embicar, encallar, enfangarse, clavarse, zabordar, etc., y figuradamente, fondear y amarrarse con la quilla. Sin embargo, el Diccionario de Esteban Terreros lo define del siguiente modo:

varar dicen en la marina cuando el navío se detiene en lodo o arena, a distinción de encallar, que se dice cuando para entre  peñascos".

Y en la voz barar, así escrita, dice que otros solo la toman por perderse el navío y dar en la costa. 